# Charleston Battery
Charleston Battery ist ein US-amerikanisches Fußball-Franchise der USL Championship aus Mount Pleasant im Charleston County, South Carolina. Die Mannschaft wurde 1993 gegründet und spielte seitdem in verschiedenen Ligen der United Soccer Leagues.
Charleston ist einer der erfolgreichsten Mannschaften in den unteren US-amerikanischen Profiligen. Sie gewannen die USL A-League 2003, die USL Second Division 2010 und die USL Professional Division 2012.
Seit 1999 wurden die Heimspiele der Mannschaft im MUSC Health Stadium ausgetragen, seit 2020 spielt man im Patriots Point Soccer Complex.

## Geschichte
Der Verein wurde 1993 gegründet und spielte in den ersten Jahren in der Premier Development Soccer League. 1996 wurde die Battery Meister dieser Liga. In der folgenden Saison schloss sich der Verein der damals unter dem Namen A-League bekannten USL First Division an. 1999 erreichte der Verein das Halbfinale des Lamar Hunt U.S. Open Cup, dem US-amerikanischen Pokalwettbewerbs. 2004 konnte die Battery dies wiederholen. In der Saison 2003 konnte Charleston die Meisterschaft der A-League durch einen 3:0-Finalsieg über Minnesota Thunder gewinnen.
2008 erreichte Charleston Battery zum ersten Mal das Finale des US Open Cups, musste sich dort aber DC United geschlagen geben.
2010 konnte die Mannschaft sowohl die Regular Season, als auch die Play-offs in der USL Second Division für sich entscheiden.
Seit der Saison 2011 spielen sie in der neuentstandenen USL Professional Division. Dort sicherten sie sich 2012 den Sieg in den Play-offs.
In der Saison 2014 diente Charleston Battery den Vancouver Whitecaps aus der Major League Soccer als Farmteam. In der Saison 2015 löste Houston Dynamo die Whitecaps als MLS-Partner ab. Zur Saison 2016 schloss man eine Partnerschaft mit Atlanta United, das 2017 der MLS beitrat. In der Spielzeit kamen United-Spieler bei Charleston Battery zum Einsatz, die das Franchise bereits verpflichtet hatte. Zur Saison 2017 wurde die Partnerschaft um ein Jahr verlängert.

## Farben und Wappen
Die Farben von Charleston Battery sind gelb, schwarz und rot. Auf dem Wappen der Mannschaft befinden sich zwei gekreuzte Artillerie Kanonen. Dieses gehen auf die Rolle der Stadt im Amerikanischen Bürgerkrieg zurück.

## Stadion
Das 1999 fertiggestellte MUSC Health Stadium ist das Heimstadion von Battery. Es liegt auf der 16 km² großen Halbinsel Daniel Island, welche zwischen dem Cooper River und dem Wando River liegt. Besitzer des Fußballstadions ist die Stadt Charleston, unterhalten wird es aber von dem Klub selbst. Der Battery Park, so der Spitzname, fasst 5.100 Zuschauer.

## Rivalen und Fans
Der Verein hat eine ungewöhnliche Rivalität mit dem Major-League-Soccer-Verein D.C. United. Wann immer beide Vereine aufeinandertreffen, spielen die Clubs um den „Coffee Pot Cup“. Dieser Wettbewerb wurde von den Fans beider Vereine kreiert.
Der offizielle Fanclub der Battery heißt „The Regiment“.

## Erfolge
- USL A-League
  - Sieger (1): 2003
  - Atlantic Division Sieger (1): 2000
  - Southeast Division Sieger (2): 2002, 2003

- USL Second Division
  - Sieger (1): 2010

- USL Championship
  - Sieger (1): 2012

- Lamar Hunt U.S. Open Cup
  - Finale (1): 2008

- Southern Derby
  - Sieger (5): 2003, 2005, 2009, 2010, 2011

## Statistiken

### Saisonbilanz
| Saison | Stufe | Liga                      | Regular Season       | Play-offs                | Lamar Hunt U.S. Open Cup | CONCACAF Champions League |
| ------ | ----- | ------------------------- | -------------------- | ------------------------ | ------------------------ | ------------------------- |
| 1997   | 2     | A-League                  | 4. Platz (Atlantic)  | Division-Halbfinale      | nicht qualifiziert       | nicht qualifiziert        |
| 1998   | 2     | A-League                  | 4. Platz (Atlantic)  | Conference-Viertelfinale | nicht qualifiziert       | nicht qualifiziert        |
| 1999   | 2     | A-League                  | 3. Platz (Atlantic)  | Conference-Viertelfinale | Halbfinale               | nicht qualifiziert        |
| 2000   | 2     | A-League                  | 1. Platz (Atlantic)  | Conference-Halbfinale    | 2. Runde                 | nicht qualifiziert        |
| 2001   | 2     | A-League                  | 2. Platz (Central)   | 1. Runde                 | 3. Runde                 | nicht qualifiziert        |
| 2002   | 2     | A-League                  | 1. Platz (Southeast) | Conference-Halbfinale    | 3. Runde                 | nicht qualifiziert        |
| 2003   | 2     | A-League                  | 1. Platz (Southeast) | Sieger                   | nicht qualifiziert       | nicht qualifiziert        |
| 2004   | 2     | A-League                  | 8. Platz (Eastern)   | nicht qualifiziert       | Halbfinale               | nicht qualifiziert        |
| 2005   | 2     | USL First Division        | 9. Platz             | nicht qualifiziert       | 2. Runde                 | nicht qualifiziert        |
| 2006   | 2     | USL First Division        | 3. Platz             | Halbfinale               | 4. Runde                 | nicht qualifiziert        |
| 2007   | 2     | USL First Division        | 10. Platz            | nicht qualifiziert       | Viertelfinale            | nicht qualifiziert        |
| 2008   | 2     | USL First Division        | 5. Platz             | 1. Runde                 | Finale                   | nicht qualifiziert        |
| 2009   | 2     | USL First Division        | 4. Platz             | 1. Runde                 | Viertelfinale            | nicht qualifiziert        |
| 2010   | 3     | USL Second Division       | 1. Platz             | Sieger                   | Viertelfinale            | nicht qualifiziert        |
| 2011   | 3     | USL Professional Division | 4. Platz (American)  | Division-Halbfinale      | 2. Runde                 | nicht qualifiziert        |
| 2012   | 3     | USL Professional Division | 3. Platz             | Sieger                   | 3. Runde                 | nicht qualifiziert        |
| 2013   | 3     | USL Professional Division | 3. Platz             | Halbfinale               | 4. Runde                 | nicht qualifiziert        |
| 2014   | 3     | USL Professional Division | 5. Platz             | Viertelfinale            | 3. Runde                 | nicht qualifiziert        |
| 2015   | 3     | United Soccer League      | 3. Platz, East       | Conference Halbfinale    | 4. Runde                 | nicht qualifiziert        |
| 2016   | 3     | United Soccer League      | 6. Platz, East       | Conference Halbfinale    | 3. Runde                 | nicht qualifiziert        |
| 2017   | 2     | United Soccer League      | 2. Platz, East       | Conference Viertelfinale | 4. Runde                 | nicht qualifiziert        |
| 2018   | 2     | United Soccer League      | 4. Platz, East       | Conference Viertelfinale | 4. Runde                 | nicht qualifiziert        |

1. ↑  Seit 2008 beginnt der Wettbewerb jeweils im Herbst des vorherigen Jahres. Vorher unter dem Namen CONCACAF Champions' Cup.